# Marc Bernard (aviateur)
Pour les articles homonymes, voir Marc Bernard (homonymie) et Bernard.
Marc Bernard, né le 3 mars 1899 à Montfaucon (Doubs) et mort le 16 août 1960 à Bergerac (Dordogne), était un officier de marine et aviateur français. Il est devenu célèbre par le raid effectué entre la France et Madagascar en 1926-1927.

## Œuvres
- Lieutenant de vaisseau Marc Bernard, En hydravion au-dessus du continent noir, Grasset, 1927, 197 p..

## Distinctions
- Chevalier de la Légion d'honneur (1927)
- Croix de guerre 1939–1945 (1939)